# UFC 256
UFC 256: Фігейреду vs. Морено — турнір зі змішаних єдиноборств, організований Ultimate Fighting Championship, який проходив 12 грудня 2020 року в спортивному комплексі «UFC APEX» в місті Лас-Вегас, штат Невада, США.
Головний бій вечора між Дейвесоном Фігейреду і Брендоном Морено закінчився в нічию рішенням більшості суддів і Фігейреду залишився чемпіоном UFC в найлегшій вазі. У перед головному поєдинку вечора Шарлес Олівейра переміг Тоні Фергюсона одноголосним рішенням суддів.

## Підготовка турніру
UFC запланували два титульних поєдинки які мали б пройти на цьому турнірі. У серпні появилася інформація про те, що UFC хоче організувати бій за звання чемпіонки в жіночому пів легкій вазі між чинною чемпіонкою Аманда Нуньєш (також яка є чемпіонкою й у найлегшій вазі) і австралійською претенденткою Меган Андерсон (колишня чемпіонка Invicta FC у пів легкій вазі). Пізніше був назначений другий титульний поєдинок, який і став головною подією турніру. Це був бій за звання чемпіона у півсередній вазі між чинним чемпіоном американцем нігерійського походження Камару Усманом і бразильським претендентом Гілбертом Бернсом (#1 у рейтингу). Раніше цей поєдинок вже планувався до проведення в липні й повинен був стати головною подією UFC 251. Але тоді Бернсу прийшлося знятися з турніру через те, що він і його тренер Грег Джонсон здали позитивний тест на COVID-19. У свою ж чергу, не дивлячись на втрату суперника, Усман провів на UFC 251 захист свого титулу в бою проти бійця який був за короткий час знайдений Хорхе Масвідаль, якого він переміг одноголосним рішенням суддів.

## Зміни головного бою
5 жовтня стало відомо, що Усман не буде проводити бій на турнірі через те, що йому потрібно більше часу на відновлення від травм після бою з Масвідальом на UFC 251. Бій був відкладений на невизначений строк.
Хоча офіціально це не було оголошено, но після того, як турнір втрати головну подію, організатори були націлені на те, щоб зробити чемпіонський поєдинок між Нуньєш і Андерсон новою головною подією на цьому турнірі. У свою ж чергу, 14 жовтня стало відомо, що другим головним боєм повинен стати доданий у кард турніру поєдинок за звання чемпіона UFC у найлегшій вазі між чинним чемпіоном росіянином Петром Яном і американцем Алджамайном Стерлінгом (#1 у рейтингу).
9 листопада було оголошено, що Нуньєш також не зможе провести бій через травми, а її бій з Андерсон буде перенесений на 2021 рік. Таким чином, турнір знову лишився без головної події й тепер очікувалося його перепризначення. Через причини які були наведені зверху, титульний бій між Петром Яном і Алджамайном Стерлінгом повинен очолити турнір. 22 листопада російські ЗМІ повідомили про те, що бій теж був скасований через «особисті причини», які були зв'язані з Яном і, очікується, що він буде проведений пізніше. Аж потім виявилось, що ці «особисті причини» були зв'язані з отриманням візи й транспортними обмеженнями.
Тепер очікувалося, що після свого захисту титулу на турнірі UFC 255 21 листопада UFC у найлегшій вазі Дейвесон Фігейреду знову очолить номерний турнір проти Брендона Морено, який теж бився в той день. Таке призначення являє собою найкоротший проміжок часу між титульними боями чемпіона в історії UFC — всього-на-всього 21 день.

## Церемонія зважування
Результати церемонії зважування:
Всі бійці успішно вклалися у вагу.

## Результати

### Основний кард
10) Дейвесон Фігейреду vs. Брендон Морено(нічия)
9) Тоні Фергюсона (програв) vs.Шарлес Олівейра(виграв)
8) Маккензі Дерн(програв) vs. Вірна Жандіроба(виграв)
7) Кевін Холанд(програв) vs. Роналдо Соуза(виграв)
6) Жуниор дус Сантус(програв) vs. Сіріл Ган(виграв)

#### Попередні бої
5) Даніель Пінеда(програв) vs. Каб Свонсон(виграв)
4) Кевін Холанд (програв) vs. Рафаель Фізієв(виграв)
3) Гейвін Такер(програв) vs. Білі Карантільйо(виграв)
2) Тиша Торес(програв) vs. Сем Хюз(виграв)

##### Ранні попередні бої
1) Чейз Купер(програв) vs. Пітер Барет(виграв)

## Бонуси
Наступні бійці отримали бонус у виді 50.000$:
- Кращий бій вечора: Дейвесон Фігейреду vs. Брендон Морено
- Виступ вечора: Кевін Холанд vs. Рафаель Фізієв